# Krajinský most
Krajinský most (deutsch wörtlich Landesbrücke oder Provinzbrücke) ist eine Stahlbetonbrücke in der slowakischen Stadt Piešťany und ein Kulturdenkmal. Sie überquert die Waag zwischen Piešťany und Banka und ist Teil der Straße 2. Ordnung 499 (kurz II/499). Auf der Landzunge zwischen dem Hauptstrom und einem Flussarm der Waag ist eine Straße zu Hotels und Heilbädern auf der Insel Kúpeľný ostrov angeschlossen. Man kann somit mit dem Auto die Kurinsel erreichen; Fußgänger können das über die Kolonnadenbrücke in der Stadt tun.

## Geschichte
Die Brücke wurde in den 1920er Jahren auf Betreiben des Unternehmers Ľudovít Winter projektiert und nach dem Entwurf der Architekten Josef Činčera und Ivan Grebenik in den Jahren 1930–1931 errichtet. Sie besteht aus sieben Spannen: Die längste Spanne mit dem Bogen misst 52 Meter, die anderen sechs (vier östlich und zwei westlich des Bogens) sind je 29 Meter lang. Zur Zeit der Eröffnung im Januar 1932 hieß die Brücke zu Ehren des ersten tschechoslowakischen Präsidenten Most T. G. Masaryka.
Die Brücke wurde während der Schlusstage des Zweiten Weltkriegs in der Nacht vom 3. zum 4. April 1945 durch sich zurückziehende Wehrmachttruppen beschädigt, ebenso wie die nahe Kolonnadenbrücke. Während der darauf folgenden Sanierung errichtete man eine Schleuse zur Stabilisierung des Pegels des Waag-Flussarms. In den letzten Jahrzehnten des 20. Jahrhunderts wurde auf der Nordseite der Brücke ein Stahlsteg errichtet und der Bogen durch Stahlseile verstärkt.

## Sanierung und Zukunft

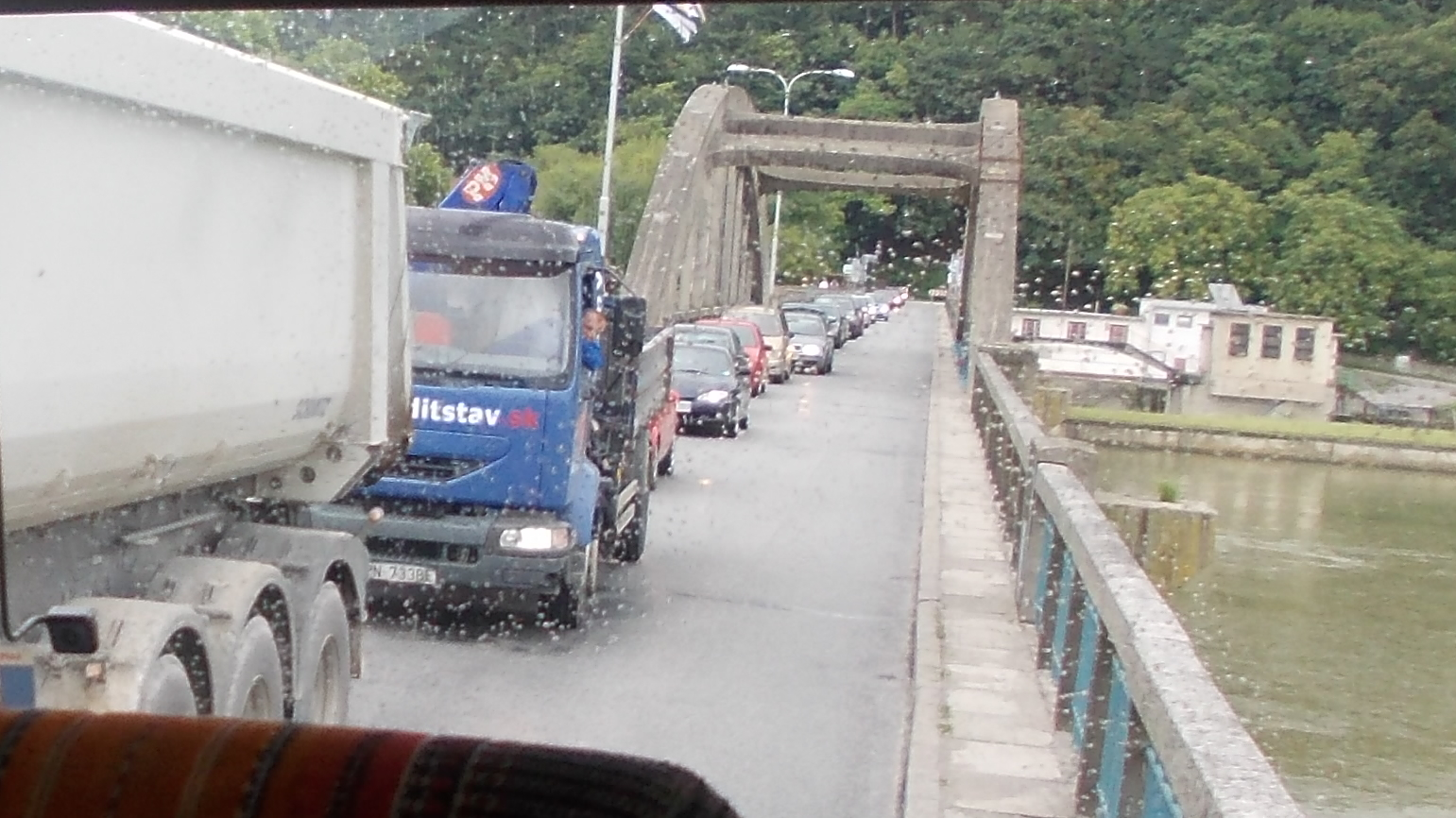
Stau auf der Brücke

Die Brücke war bis 2014 für ihre enge Fahrbahn berüchtigt, derentwegen breitere Fahrzeuge (LKW, Busse) auf der Brücke nicht aneinander vorbeifahren konnten. Daher musste jeweils eines der Fahrzeuge vor der Brücke warten, weswegen sich häufig Staus bildeten und es wiederholt zu Unfällen kam. Um die Situation zumindest teilweise zu entschärfen, wurde im Mai 2013 ein Fahrverbot für LKW über 12 Tonnen zulässiges Gesamtgewicht verhängt.
Weiter entschloss man sich,  die Brücke teilweise zu sanieren und die Fahrbahn durch Verengung von Bordsteinen zu erweitern. Für diese Maßnahme wurden Gelder in der Höhe von 715.000 Euro bereitgestellt, davon 215.000 Euro durch den Besitzer, die Verwaltungseinheit Trnavský samosprávny kraj,  und weitere 500.000 Euro durch die slowakische Regierung. Dazu war es nötig, eine Vollsperre über zwei Monate (vom 1. Juli 2014 bis zum 31. August 2014) zu verhängen. Die kürzeste Umleitung (25 km) nutzte ein Teilstück der Autobahn D1 zwischen den Anschlussstellen Horná Streda und Lúka, das während der Vollsperre von der allgemeinen Vignettenpflicht temporär ausgenommen war.
Langfristig soll die unbefriedigende Verkehrssituation durch eine neue Brücke im Zuge der Südortsumgehung Piešťany gelöst werden. Ein konkreter Zeitplan liegt jedoch nicht vor.

## Tafeln auf der Brücke
Auf der stadtwärtigen Rampe sind zwei Tafeln aufgebracht: Die auf der Südseite beinhaltet die Namen der Architekten sowie der ausführenden Baufirma (Müller & Kapsa, Bratislava), die auf der Nordseite die projektierte Last. Laut Inschrift ist eine Belastung bis zu 220 Meter-Zentner (also 22.000 kg) und Tragfähigkeit bis zu 500 kg/m² zulässig.